# Ruth M. Davis
Pour les articles homonymes, voir Davis.
Ruth Margaret Davis (19 octobre 1928 - 28 mars 2012, également connue sous le nom de Ruth Davis Lohr) est une mathématicienne, informaticienne et fonctionnaire américaine associée à plusieurs grands projets de recherche du gouvernement américain. Elle a été sous-secrétaire adjointe à la défense pour la recherche et la technologie avancée, secrétaire adjointe à l'énergie pour les applications des ressources et présidente de The Aerospace Corporation (en).

## Biographie

### Éducation et enfance
Davis est née le 19 octobre 1928 à Sharpsville, en Pennsylvanie. Elle a obtenu un bachelor en mathématiques de l'American University en 1950, puis a fait des études supérieures à au College Park de l'université du Maryland, travaillant des étés comme programmeuse informatique au National Bureau of Standards. Elle est devenue la première femme à obtenir un doctorat en mathématiques à l'Université du Maryland en 1955. Sa thèse, intitulée On a regular Cauchy problem for the Euler-Poisson-Darboux equation (Sur un problème de Cauchy régulier pour l'équation d'Euler-Poisson-Darboux), a été supervisée par Alexander Weinstein.
Après avoir terminé son doctorat, elle a postulé pour un poste chez IBM, mais a été refusée car, à l'époque, ils n'embauchaient des femmes qu'à des postes de secrétariat. Au lieu de cela, elle a travaillé comme chargée de cours à l'Université du Maryland de 1955 à 1957, puis de 1957 à 1958 à l'Université américaine.

### Service gouvernemental
À cette époque, l'amiral Hyman Rickover était à la recherche de programmeurs informatiques pour son programme de nucléarisation de la marine américaine, et contrairement à IBM, « ne se souciait pas d'être jaune, violet, vert ou d'avoir cinq bras ». Il a embauché Davis parmi une demi-douzaine d'autres femmes et, à son service, elle a été la première à écrire du code informatique pour les réacteurs nucléaires. Elle a travaillé comme directrice de recherche au David Taylor Model Basin (en) de 1958 à 1961, et ailleurs au sein du ministère de la Défense de 1961 à 1965. Pendant ce temps, elle a également écrit pour le magazine Journal of the Society for Information Display et a publié plusieurs articles sur les systèmes d'affichage d'informations militaires et a été présidente du comité des honneurs et récompenses de la Société.
Ensuite, elle a rejoint les National Institutes of Health, où elle est devenue directrice associée de la recherche à la United States National Library of Medicine et directrice du Lister Hill National Center For Biomedical Communications de 1967 à 1970. Elle a également travaillé dans le National Bureau of Standards en tant que directeur de l'Institute for Computer Sciences and Technology, et au Department of Health, Education, and Welfare. Elle est devenue sous-secrétaire adjointe à la défense pour la recherche et la technologie avancée de 1977 à 1979, lorsque le président Jimmy Carter l'a nommée secrétaire adjointe à l'énergie pour les applications des ressources,.
Au cours de son service gouvernemental, Davis a été associée à plusieurs projets de recherche majeurs, notamment le système d'information biomédicale en ligne MEDLINE, la télémédecine par satellite, la norme de cryptage des données, le programme Very High Speed Integrated Circuit (VHSIC) pour le développement de circuits intégrés rapides et le développement d'armes à énergie dirigée.

### Retraite et fin de vie
Davis a pris sa retraite de la fonction publique en 1980. Elle a fondé le Pymatuning Group, une société de gestion et de technologie, et est retournée dans le milieu universitaire en tant que chargée de cours dans des institutions qui comprenaient ses anciennes écoles ainsi que les universités de Harvard, Pennsylvanie, l'Pittsburgh et l'Californie à Berkeley. Elle est devenue présidente de The Aerospace Corporation (en) de 1992 à 2000 et a siégé à plusieurs autres conseils d'administration.
Elle est décédée le 28 mars 2012.

## Reconnaissance et héritage
Davis a remporté le Federal Woman's Award (en) en 1972. Elle a été élue à l'Académie nationale d'ingénierie des États-Unis en 1976, « pour ses contributions à l'informatique, en particulier à la technologie des sciences de l'information ». Elle devient également membre de la National Academy of Public Administration (en) et, en 1990, de l'Académie américaine des arts et des sciences.
Elle a remporté la médaille d'or du département du commerce (en) en 1972, la médaille du service distingué de la défense en 1979 et le prix Ada-Lovelace de l'Association for Women in Computing en 1984, entre autres récompenses. L'Université Carnegie-Mellon et l'Université du Maryland lui ont décerné des doctorats honorifiques, respectivement en 1979 et 1993.
À l'Université du Maryland, la chaire Ruth M. Davis en mathématiques a été créée par Davis en 2003. En 2018, elle est détenue par Jonathan Rosenberg.